# Sport elettronici ai IV World Skate Games
Le competizioni di sport elettronici ai IV World Skate Games si sono svolte dal 18 al 19 settembre 2024 a Roma, in Italia. 

## Podi

### Uomini
| Evento    | Oro         | Argento      | Bronzo                 |
| Skater XL | Andre Fhilo | Mattia Rocca | Andrea Antonio Verardi |

### Donne
| Evento    | Oro                       | Argento                   | Bronzo           |
| Skater XL | Maria Dos Santos De Sousa | Laura Celestini Campanari | Caterina Corsini |